# Ненци
Ненците (на ненецки: ненэй ненэче, nenəj nenəče, на руски: ненцы, ненцы), известни също като самоеди, са коренното население на северния арктически регион на Русия.
Според последното преброяване на населението през 2010 г. общо 44 857 ненци живеят в Руската федерация, повечето от тях в Ямало-Ненецки автономен окръг и Ненецки автономен окръг. Те говорят тундренски или горски вариации на ненецкия език.

## Наименование
До XІХ век са наричани „самоеди“.
Буквално морфемите само и ед на руски език означават „самоизяждащи се“. Името самоед бързо излиза от употреба през ХХ век, а народът бива наричан ненци, което означава „човек“.
При четене на стари руски документи терминът самоеди често се прилага към различни народи от Севера на Русия, говорещи сродни на уралските езици: ненци, нганасани, енци, селкупи (говорещи на [[самоедски езици|самоедски език). В днешно време терминът „самоедски народи“ се отнася за цяла група от етноси. 

## Език
Ненецкият език е от уралското езиково семейство, с два основни диалекта, горски и тундров ненецки. Между 26 500 и 27 000 души в Сибир говорят езика. В Сибир, Руската Федерация, повечето млади хора все още говорят свободно на ненецки, докато в европейските области те говорят руски. Като цяло, повечето хора владеещи езика са от по-старите поколения. ЮНЕСКО го класифицира като застрашен. Някои смятат, че използването на руски и коми е породен от смесените бракове.
Самоедските езици образуват клон на Уралското езиково семейство. Разпространяват се след ХІІ век на юг в Сибир до най-северната част от територията на днешна Русия.

## Етнография
Има 2 различни групи ненци, въз основа на икономиката: тундрови и горски. Отделен вид ненци (народът яран) възниква в резултат на смесените бракове между ненци и коми-ижемския народ.
Ненците живеят на територията между полуостровите Канин и Таймир, около реките Об и Енисей. Преживяват с лов и елени. Ползването на елени като теглително животно през цялата година им позволява да покриват значителни разстояния. Мащабното еленовъдство възниква през ХVІІІ век. Ненците развъждат Самоедското куче, което помага в тегленето на шейните. Европейските изследователи по-късно използват тези кучета за полярни експедиции, защото са добре адаптирани към арктическите условия. Тундровите вълци могат да причинят значителни икономически загуби, тъй като ловуват стада елени, представляващи поминък за ненецките семейства.
Заедно с еленовото месо рибата е сред основните храни на ненецката трапеза.
Ненците живеят в юрти. 
Ненците имат шаманска и анимистическа система от вярвания, която подчертава уважението към земята и нейните ресурси. Ненецката социална структура е племенна. Ненецкият шаман се казва „тадибя“.
След Руската революция от1917 г. ненецката култура попада под силното влияние на съветската политика. Правителството на СССР кара номадските самоеди да се заселят в постоянни население места. Те са принудени неохотно да населяват села и техните деца да учат в държавни училища, което - въпреки положителния ефект на ограмотяването и образоването, довежда до ерозия на националната идентичност. Мнозина, особено в Ненецкия автономен окръг, загубват своя език и са асимилирани.
След 1930 г. Тико Вилка и Константин Панков стават известни художници. Анна Неркаги е сред най-известните ненецки писатели. Юри Вела, макар и да живее като еленовъд, се превръща в първия писател на свободна практика на горски ненецки език.

## Физически черти
Ненците са „монголоиди“ в структурата на лицето, с епикантски гънки и тъмна коса, макар и да има случаи на представители на народа с руса коса и/или сини очи. Някои ненци имат предимно кавказки черти.